# Elian

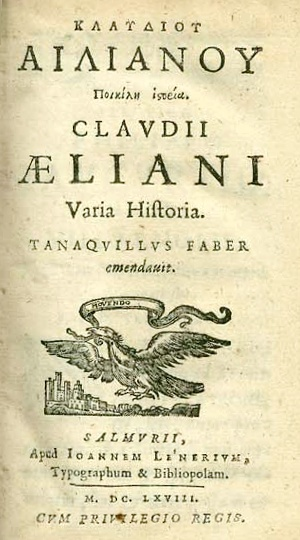
Strona tytułowa Opowiastek rozmaitych, wydania z 1668 roku

Elian (Klaudiusz Elian), Claudius Aelianus Praenestinus, gr. Κλαύδιος Αἰλιανός Klaúdios Ailianós (ur. ok. 175 w Praeneste, zm. ok. 235 w Rzymie) – rzymski pisarz i nauczyciel retoryki.
Był uczniem sofisty Pauzaniasza z Cezarei. W rodzinnym mieście piastował godność arcykapłana. Działał w czasach Septymiusza Sewera i prawdopodobnie przeżył Heliogabala zmarłego w 222. Po grecku mówił tak biegle, że nazwano go „miodoustym” (gr. μελίγλωσσος, meliglossos); choć Rzymianin, preferował greckich autorów i pisał nieco archaizowaną greką – według Flawiusza Filostrata „nie gorzej od rodowitych Ateńczyków” (Żywoty sofistów II, 31).
Do jego głównych dzieł należą: De natura animalium (Περὶ ζῴων ἰδιότητος) i Varia historia (Ποικίλη ἱστορία) czyli O właściwościach zwierząt i Opowiastki rozmaite. Pierwsze to opowieści o niezwykłych cechach i zaletach zwierząt, zawarte w 17 księgach, drugie to ujęte w 14 księgach anegdoty historyczne i przyrodnicze pochodzące z zaginionej literatury wcześniejszej. Oprócz szerokiej wiedzy tematycznej dają one wgląd w zakres poznania świata grecko-rzymskiego. Elian jest ponadto autorem zbioru 20 utworów epistolarnych, zatytułowanego Listy wieśniaków (Epistulae rusticae, gr. Ἐπιστολαὶ ἀγροικικαί), mającego szczególną wartość dzięki licznym cytatom z niezachowanych dzieł starszych autorów. Za zaginione uważa się jego niektóre pisma o charakterze filozoficznym (np. o opatrzności) oraz pamflet na Heliogabala.
Polskie przekłady utworów opublikowane przez wydawnictwo Prószyński i S-ka w serii „Biblioteka antyczna”:
- O właściwościach zwierząt, tłum. Anna M. Komornicka, Warszawa 2005;
- Opowiastki rozmaite i Listy wieśniaków, tłum. Małgorzata Borowska, Warszawa, 2005.